# Adamou Djibo
Adamou Ibrahim Djibo (13 agosto 1998) è un calciatore nigerino, difensore dell'US GN.

## Carriera

### Club
Inizia la sua carriera da calciatore tra le file del Sahel S.C., prima di passare nel 2022 al Nigelec, con cui gioca sei match nelle competizioni africane per club.
Il 12 giugno 2023, lo Sheriff Tiraspol, club della prima divisione moldava, lo preleva a titolo definitivo dalla formazione nigerina.

### Nazionale
Nel 2015 ha giocato una partita nella Coppa d'Africa Under-17.
Nel gennaio del 2021 ha esordito con la nazionale maggiore nigerina nel campionato delle nazioni africane.
Il 20 novembre 2022, segna il suo primo gol in nazionale in un'amichevole contro il Gabon.